# Cómplices (película)
Cómplices es una película argentina dramática y de suspenso dirigida por Néstor Montalbano y protagonizada por Oscar Martínez, Jorge Marrale, Leticia Brédice y José Luis Alfonzo. Se estrenó el 8 de octubre de 1998.

## Sinopsis
Dos amigos se reencuentran después de mucho tiempo en su pueblo natal, cuando uno de ellos regresa de Estados Unidos convertido en un hombre de negocios. Este último reanuda la relación amor-odio con su amigo y se vincula a una prostituta.

## Reparto
Intervinieron en el filme los siguientes intérpretes:
- Oscar Martínez …Julio Romero
- Jorge Marrale …Polaco
- Leticia Brédice …Vera
- Mauricio García …Julio (chico)
- Germán Idalgo …Polaco (chico)
- José Luis Alfonzo …Moro
- Dora Baret …Clara
- Jorge Rivera López …Fernando
- Walter Balzarini …Giménez
- Catalina Speroni …Vasquita
- Rafael Morales …Vasco
- Jorge Prado …Rojas
- Sonia Gajnaj …Vasquita (joven)
- Eduardo Rojo …Cliente
- Miguel Ángel Paludi …Pesado
- Audry Gutiérrez Alea …Prostituta
- Milagros Orellana …Sandra
- Martín Kahan …Chofer del remís
- Arturo Goetz …Comisario
- Arnaldo Benzal …Empleado del parador

## Premios y nominaciones
Asociación de Cronistas Cinematográficos de la Argentina, Premios Cóndor de Plata 1999.
- Jorge Marrale ganador del Premio al Mejor actor.
- Cómplices, candidata al Premio a la Mejor Ópera Prima.

## Comentarios
Horacio Bernades en Página 12 escribió:

«Negrura total, sin salidas, que Montalbano cuenta en un medio tono apagado, solo interrumpido por alguna sanguinolencia algo fuera de registro…no es una película del todo lograda: el tránsito de Julio hacia el estallido final se demora demasiado, y al cabo resulta abrupto, mientras la estructura del film descansa en exceso en forzados flash-backs que sobreexplican las motivaciones del protagonista. Esenciales en el género, los brotes de violencia lucen blandos y poco convincentes, y hay cierta persecución automovilística que más parecería un chirle paseo dominguero.»

Mario G. Marazzi en Sin Cortes escribió:

«…un relato con una muy buena narrativa cinematográfica que, sin embargo, adolece de algunos altibajos y un  excesivo empleo de la evocación, por parte del protagonista, con múltiples flash-backs que lo retrotraen a diversos pasajes de su etapa adolescente. De todos modos, la película mantiene en suspenso al espectador …y sumerge en la sórdida trama tejida por el meticuloso guion.»

Santiago García en  El Amante del Cine  escribió:

«Una película donde la prolijidad y el ojo comercial no se oponen a la seriedad ni a las buenas ideas.»

Manrupe y Portela escriben:

«Dentro de los cánones tradicionales, un policial sorpresivamente eficaz. Una historia de traiciones, recelos y tensión lograda, que podía tener distintas lecturas, desde las relaciones entre los hombres. Con actuaciones (Marrale, Martínez) muy por arriba del nivel habitual y un guion sólido.»